# Булусан
Булусан — активный вулкан, расположенный на острове Лусон в провинции Сорсогон, Филиппины.
Булусан — стратовулкан высотой 1535 метров. Находится в 250 километрах к юго-востоку от Манилы и в 70 километрах от вулкана Майон. Расположен в 11-километровой кальдере, образовавшейся около 36 тысяч лет назад. Земля в этой местности состоит в основном из дацитов и риолитов. Булузан окружают вулканические купола и более низкие стратовулканы. Характер извержений, когда они случались, носил стромболианский и фреатический типы.  Вулкан проявляет активность время от времени с середины XIX века — начиная от схода селевых потоков и заканчивая активным извержением тефры. Территория в радиусе 4 километров от вулкана считается опасной зоной местонахождения. Довольно активно вулкан себя ведёт начиная с 1970-х годов по настоящий период. В этот период извержения сопровождали мощные выбросы пепла на высоту от 1,2 до 6 километров. Нередки были землетрясения, громкий шум перед началом извержений. Начиная с 1852 года вулканическая деятельность наблюдалась около двух десятков раз. Последний раз вулкан давал о себе знать в период с 11—17 мая 2012 года. Тогда фиксировались подземные толчки периодичностью в 10 минут и происходили выбросы пепла из вершинного кратера в радиусе 9 километров.
Несмотря на опасность, вулкан является популярной достопримечательностью страны. В июне 2022 года наблюдалось повторное извержение вулкана.